# Coprofàgia

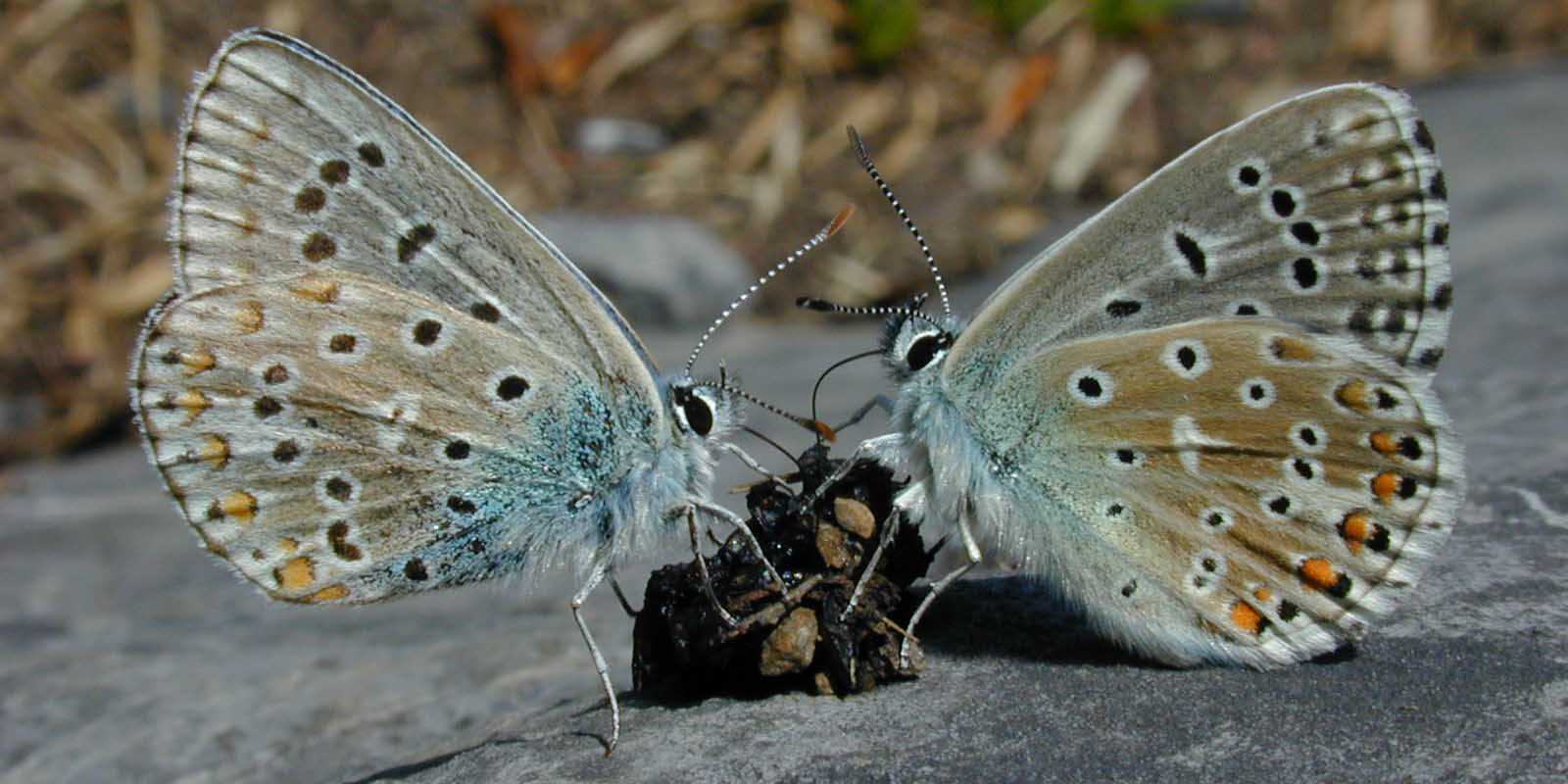
Dues papallones ingerint excrements.

S'entén per coprofàgia la ingestió voluntària d'excrements. El terme prové del grec κόπρος  copros  (excrements) i φαγειν  phagein  (menjar). En la naturalesa existeixen espècies animals que practiquen aquest acte, altres espècies normalment no ho fan, excepte sota condicions inusuals. Només en ocasions és practicada per humans, denominant coprofilia (una parafilia) o, si no té interès d'excitació sexual, ser una conducta de pica.
Un animal copròfag és aquell que s'alimenta exclusivament o majoritàriament d'un aliment que enforteixi en excrements d'altres animals i normalment no pot subsistir utilitzant una altra font d'aliment. És un règim alimentari gairebé exclusiu dels insectes, especialment de larves de dípters i de coleòpters escarabèids. Molts animals consumeixen excrements (elefants, primats, rosegadors), però atès que ho fan de manera esporàdica no poden considerar-se copròfags. Tampoc són copròfags els insectes que viuen i es desenvolupen en els excrements depredant espècies copròfagues; es tracta d'espècies  coprobies (que viuen als excrements).
Els excrements contenen quantitats importants d'aliments semidigerits com a conseqüència de la poca eficàcia dels sistemes digestius, especialment dels herbívors. Aquest recurs és explotat amb èxit per nombrosos insectes que, a més, contribueixen a reciclar la matèria en els ecosistemes.

## Coleòpters copròfags
La coprofàgia és un règim alimentari gairebé exclusiu dels insectes, especialment de larves de dípters i de coleòpters escarabèids. Existeixen moltes espècies que desenvolupen aquests hàbits, potser les més famoses són els escarabats piloters, sagrats al antic Egipte, i les mosques.

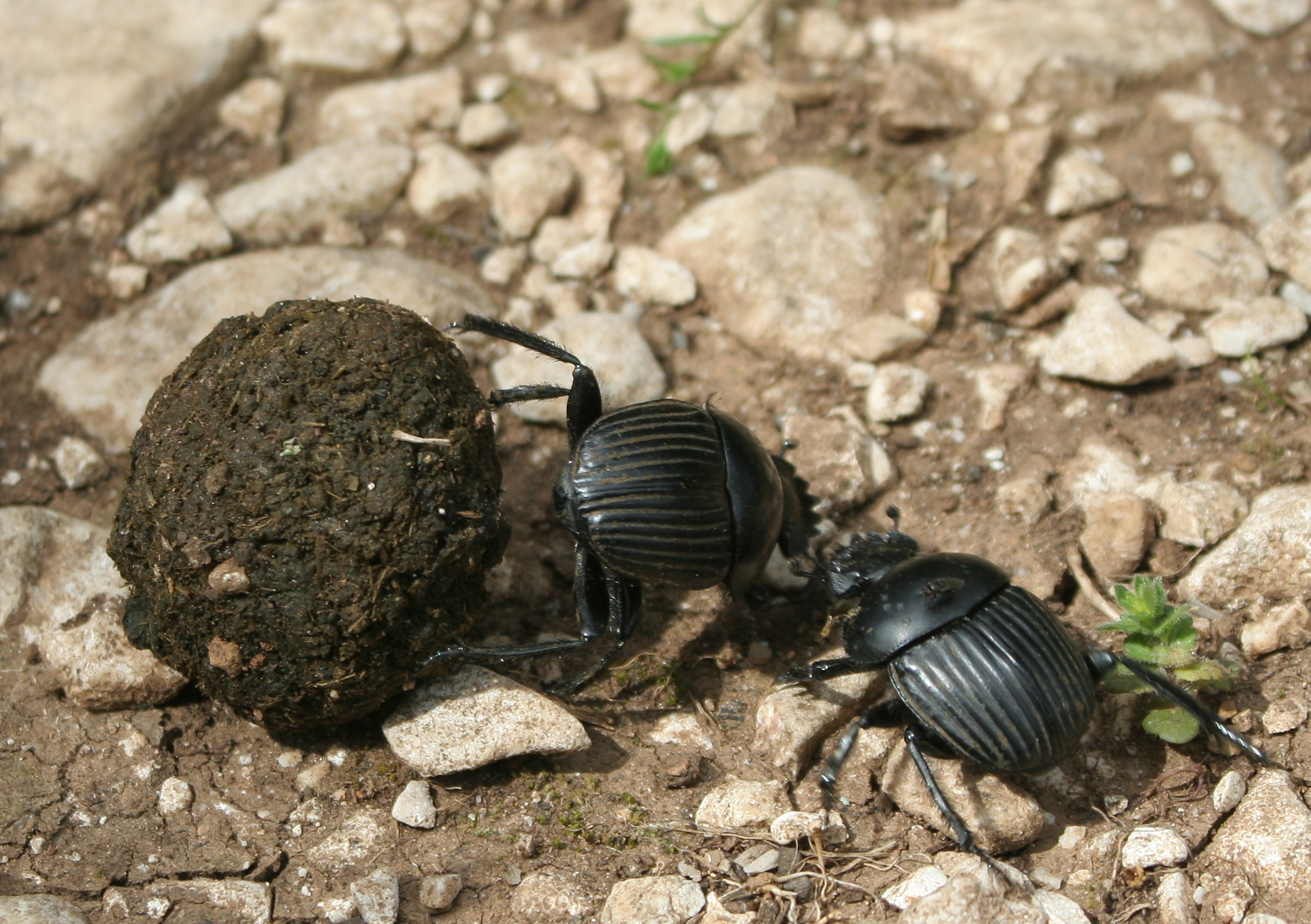
Una parella de Scarabaeus laticollis rodant una bola d'excrements.

Milers d'espècies de coleòpters s'alimenten exclusivament d'excrements, i per a això han desenvolupat una gran varietat d'adaptacions morfològiques, fisiològiques i etològiques. Es tracta d'una manera de vida exclusiu dels escarabèids, especialment de les famílies Scarabaeidae, Geotrupidae i Hybosoridae.

### Processament i explotació dels excrements
Existeixen tres models bàsics de processament dels excrements:
- Un primer grup d'espècies, coneguts popularment com a escarabats piloters, disgreguen una porció de l'excrement, fan amb ell una bola i la transporten a certa distància de la massa principal per rodament; després ho enterren en el sòl per alimentar-se o construeixen un niu subterrani en el qual dipositen la bola de fems i sobre ella els ous; les larves s'alimenten de la matèria fecal fins al seu complet desenvolupament. Són exemple d'aquest comportament dels gèneres  Scarabaeus ,  Canthon ,  Gymnopleurus  i  Sisyphus , entre d'altres.
- Un segon grup d'espècies, com els Eucraniini argentins, certs Canthonini australians i diversos Geotrupidae (Thorectes i Typhoeus) també transporten els excrements a certa distància, però no ho fan rodant una bola, si no carregant-los amb les seves potes anteriors i de vegades ajudant-se de cap i el pronot.
- Un tercer grup, en el qual s'inclouen gairebé tots els Coprinae (Copris,  Heliocropis,  Onitis, Oniticellus,Onthophagus, etc.), la majoria dels Geotrupidae, els Euysternini i alguns Canthonini, enterren les seves provisions sota mateix de la massa d'excrements o fan el niu a la zona de contacte de l'excrement amb el terra.

### Selecció de l'excrement

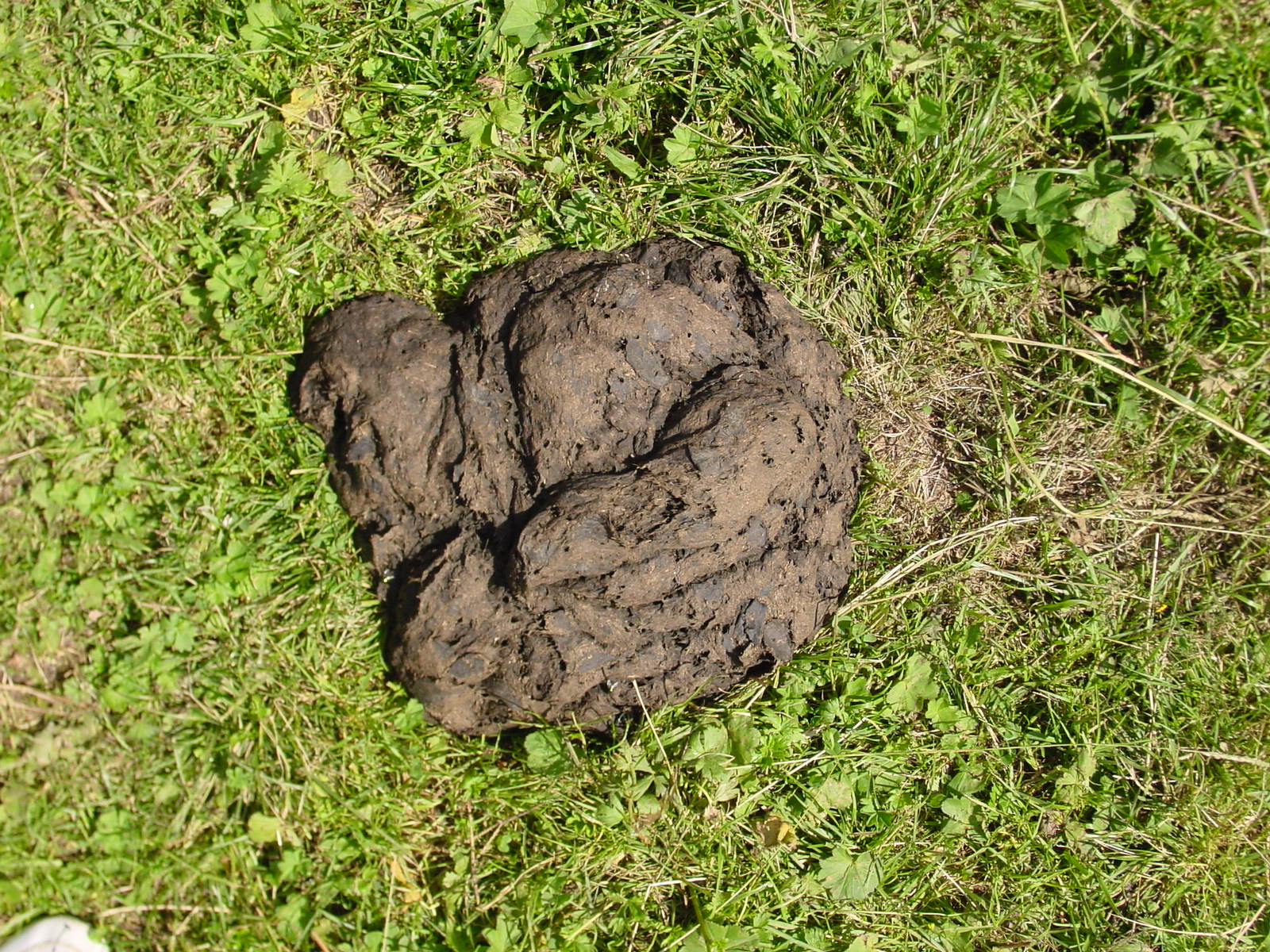
femta de vaca amb orificis de coleòpters copròfags.

Cada espècie de copròfag mostra certes preferències per un tipus d'excrement, sovint pel d'una espècie concreta, i per un estat determinat de dessecació de la matèria fecal. La majoria de copròfags busquen els excrements de grans mamífers ungulats i primats; les dejeccions dels carnívors són molt menys apreciades, segurament perquè la quantitat de matèria sense digerir és molt menor. La selecció de l'excrement suposa una percepció de les olors suficientment fina per diferenciar-los. Onthophagus coenobita i Aphodius elevatus  mostren una clara preferència per excrements humans frescos, Onthophagus punctatus pels de ovella, Aphodius prodromus pels de cavall,Caccobius schrebei i Aphodius fossor pels de vaca, i Aphodius cervorum pels de cérvol. Les grans tifes de elefant de les sabanes africanes alberguen una sèrie d'espècies particulars de Heliocropis, Copridaspidius, Heteronitis, etc. La femta de  Papio són les preferides per Lorditomaeus; les de gos per Caccobius sordidus i Aphodius fimentarius. Onthophagus falzonii està lligat als excrements de tortuga mora. Alguns copròfags, com els petits Canthonini prefereixen excrements de menor grandària, com els de rosegadors, aus. De vegades només mostren preferències per l'excrement amb el qual aprovisionaran el niu en què es desenvolupessin les seves larves; o prefereixen excrements frescos per a la seva alimentació i secs per a les larves; o, com el cas dels  Cephalodesmius  australians, copròfags en estat adult, aprovisionen el niu amb fragments vegetals dels quals s'alimenten les larves.

### Importància ecològica
La degradació dels excrements és un procés lent en el qual participen l'acció dessecadora del sol, la pluja, la descomposició per part de fongs i bacteris, i el consum per larves de dípters i tèrmits. L'acció dels coleòpters copròfags, que disgreguen, reparteixen i enterren la femta, acceleren extraordinàriament aquest procés, alhora que fertilitza el sòl. Sense la seva actuació, l'acumulació dels excrements seria insuportable per als ecosistemes. S'ha calculat que els copròfags enterren 1,5 tones d'excrements per hectàrea i any. 
L'exemple de Austràlia és molt explícit: els copròfags autòctons no estan adaptats a consumir la femta dels grans herbívors introduïts per l'home (vaques, cavalls, etc.) ja que els mamífers australians són més de ben petits; així les tifes romanen llargs períodes en el sòl, el que condueix a:
- Multiplicació desmesurada de les mosques que troben un mitjà de cultiu propici.
- El sòl es fa estèril a cobrir-se d'una crosta d'excrements endurits després del seu consum per les mosques.
- Infecció del bestiar per helmints i germens patogens presents en la femta, que romanen exposades durant molt de temps.

## La coprofàgia en la resta del regne animal
Els conills, els conill d'Índies i altres espècies relacionades, no tenen un sistema digestiu tan sofisticat com el dels remugants. Per això, en comptes de menjar més herba, li donen al seu aliment una segona passada per l'intestí. Produeixen els cecotrofs, unes deposicions toves de menjar parcialment digerit que són excretades i consumides immediatament. No obstant això, les deposicions normals no són consumides.
En alguns mamífers com l'elefant i el coala, s'ha observat que les cries mengen excrements de les seves progenitores obtenint d'aquesta manera els bacteris necessàries per a la digestió de la vegetació que es troba en la seva hàbitat. Quan neixen, els seus intestins no posseeixen aquests bacteris, i sense elles no podrien obtenir els nutrients d'aquestes plantes.
Els goril·les també ingereixen la seva pròpia femta i fins i tot les d'altres goril·les. A altres simis se'ls ha observat menjar deposicions de cavall a causa del seu contingut en sal. Als micos també se'ls ha observat menjar deposicions d'elefant.
Els hàmsters mengen les seves pròpies deposicions, ja que són una font de vitamines B i K, produïdes pels bacteris del tracte intestinal.
Els remugants poden digerir substàncies que els neumogástrics no poden i en algunes explotacions s'utilitza fems com a suplement alimentari. Els remugants poden digerir la cel·lulosa i recuperar el fòsfor dels fitats, és una font de nitrogen no proteic, a més afegeix minerals a la dieta. El fems també sol contenir palla i altres aliments digestibles pels remugants.
Abans de subministrar als animals, es pot tractar mitjançant un compostat, un ensitjat, tractat amb invertebrats copròfags o simplement assecat.
Els porcs posseeixen particular preferència per menjar excrements, la qual cosa pot ajudar a evitar la contaminació ambiental (principalment del sòl i les aigües).
Aquesta pràctica permet estalviar en aliments i produir menys deixalles orgàniques, però augmenta els riscos de contagi. 
Aquesta pràctica està prohibida a la Unió Europea

## Hipòtesi en gossos
La coprofàgia en gossos és un comportament observat en ocasions. Hofmeister, Cumming i Dhein (2001) van escriure que aquest comportament en animals no està bé investigat, i van preparar un estudi preliminar. En aquest estudi, publicat en una revista electrònica, van escriure diverses teories que intenten explicar aquest comportament en animals. D'acord amb aquestes hipòtesis, que no han estat provades, els gossos tindrien aquest tipus de comportament a causa dels següents motius:
- Per obtenir atenció dels seus amos.
- Per ansietat o estrès.
- Per avorriment.
- Per intentar mantenir nets en condicions insalubres.
- Quan els gossos observen als seus amos recollir-les, per la qual cosa imiten el seu comportament. Aquesta teoria és improbable a causa que aquest comportament també s'ha observat en gossos que els amos mai recullen els excrements.
- A causa que els cadells ho exploren tot i descobreixen que els excrements són ingeribles i, potser, saboroses, especialment si tenen una dieta rica en greixos.
- Perquè els gossos són per naturalesa carronyaires, de manera que és un comportament habitual.
- Per tapar l'olor a possibles predadors; això s'ha observat en mares.
- A causa que la textura o la temperatura de la femta fresques són aproximadament iguals a les del menjar  regurgitat, que és com les femelles donen de menjar aliment sòlid als seus cadells.
- Com que estan famolencs.
- Per manca de ferro en la seva dieta.

Altres hipòtesis proposen que els carnívors de vegades ingereixen excrements de les seves preses per obtenir i traspuar les seves olors, obtenint així camuflatge.

## Humans
La coprofàgia és poc comuna en humans. Sol ser el resultat de la parafília coneguda com a coprofília.
El consum de femta humana comporta riscos de malalties com la hepatitis, A i B, la pneumònia, l'amebosi, gastroenteritis o còlera. Consumir les pròpies excrements potencia el risc, així com la incorporació de bacteris i ous de cucs o altres paràsits intestinals. Riscos similars es poden aplicar a certes pràctiques sexuals tals com el anilingus o la introducció a la boca d'objectes que han estat a l'anus. S'han observat casos de consum de femta en persones amb esquizofrènia i amb pica. 
A  Santa Margarida de Alacoque li és adjudicat un mite famós de coprofàgia humana en què es diu que ingeria l'excrement dels malalts als quals cuidava per mortificar el seu cos, però no existeixen referències del seu  autobiografia  personal ni tampoc registres contemporanis de l'època que donin suport aquesta afirmació. 